# Mehmed Ali Pașa (mareșal)
Müșir Mehmed Ali Pașa (18 noiembrie 1827 – 7 septembrie 1878) a fost un ofițer otoman de origine germană. A fost bunicul lui Ali Fuat Cebesoy și stră-străbunicul lui Nâzım Hikmet, Oktay Rıfat Horozcu, Mehmet Ali Aybar.

## Biografie
Mehmed Ali s-a născut în Magdeburg, Prusia, ca Ludwig Karl Friedrich Detroit. Originea franceză a numelui de familie provine de la strămoșii săi hughenoți, fiind descendent al refugiaților protestanți din Franța secolelor XVI-XVII. În 1843 a fugit pe mare, călătorind până în Imperiul Otoman, unde s-a convertit la islam. Acolo, în 1846, Aali Pașa, mai târziu Mare Vizir, l-a trimis la o școală militară. A primit comanda în armata otomană în 1853 și a luptat împotriva Rusiei în Războiul Crimeii. A fost un general de brigadă, iar în 1865 a avansat ca pașă.
În Războiul Ruso-Turc (1877-1878), Mehmed Ali a condus armata turcă din Bulgaria. A fost încununat de succes în operațiunile sale de pe râul Lom (august-septembrie 1877), dar după aceea a fost forțat să se retragă din fața adversarilor săi. Nu a reușit să efectueze o joncțiune cu Suleiman Pașa, și a fost înlocuit de către acesta din urmă. Mai târziu, în 1878 a fost un participant al Congresului de la Berlin.

### Moartea
În august 1878, guvernul otoman l-a ales pentru a superviza procesul de cesiune a regiunii Plav-Gucia în favoarea Muntenegrului în conformitate cu deciziile Congresului de la Berlin. Prima sarcină a lui Mehmed Ali Pașa a fost pacificare Ligii albaneză de la Prizren, care s-au opus schimbării frontierei.
A sosit în Kosovo la sfârșitul lunii august, dar a fost blocat de către comitetele locale ale Ligii albaneze. A fost ucis după o luptă de trei zile la 6 septembrie de către albanezi.